# Das Begräbnis (Kurzgeschichte)

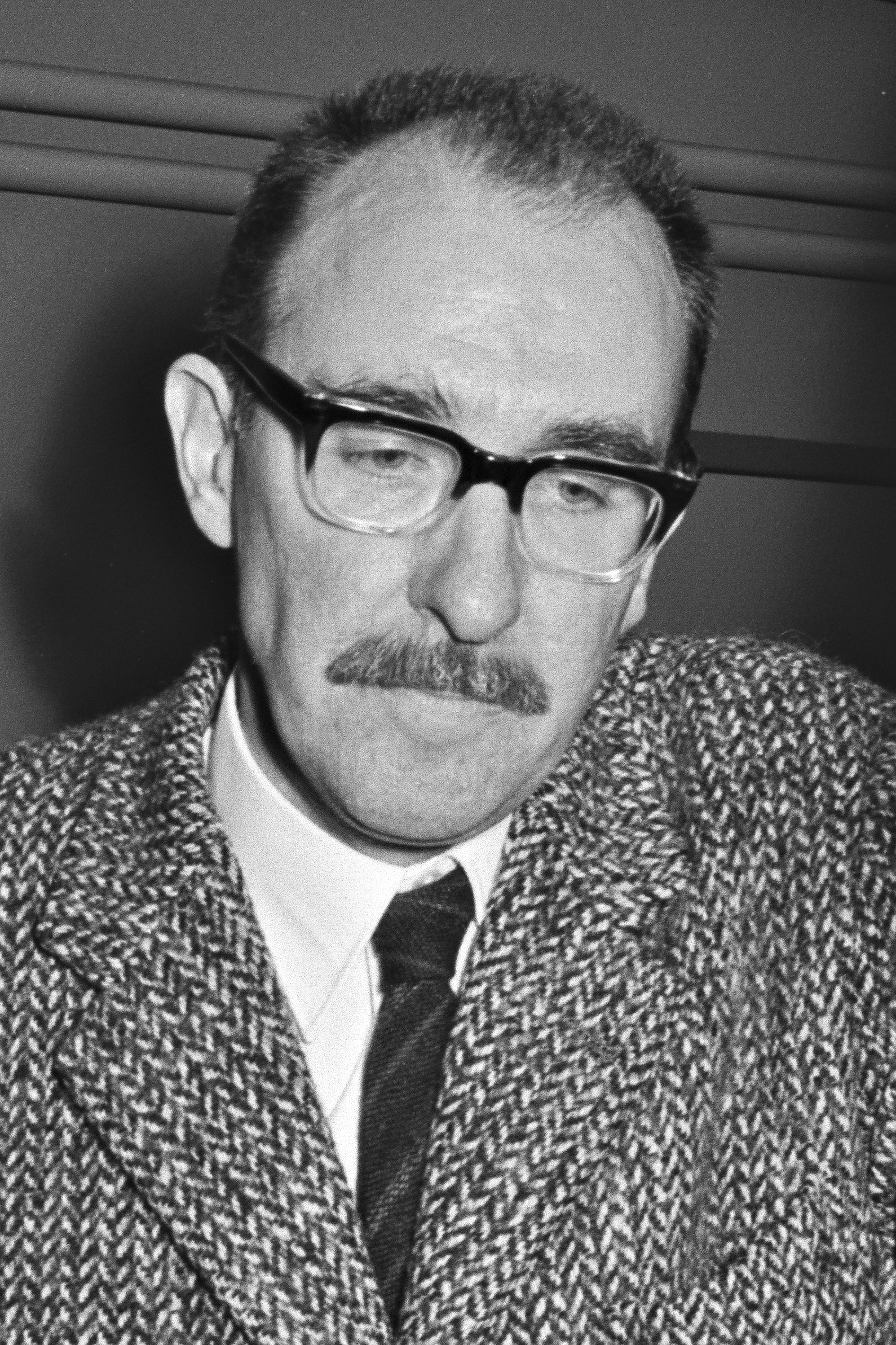
Wolfdietrich Schnurre (1967)

Das Begräbnis ist eine Kurzgeschichte des deutschen Schriftstellers Wolfdietrich Schnurre. Sie entstand in der unmittelbaren Nachkriegszeit nach dem Zweiten Weltkrieg und erschien erstmals 1948 in der Februarausgabe der Zeitschrift Ja. Zeitung der jungen Generation. 1960 nahm Schnurre eine überarbeitete Fassung in die Prosasammlung Man sollte dagegen sein auf. Eine literaturgeschichtliche Bedeutung besitzt Das Begräbnis auch als erster Text, der bei einer Zusammenkunft der Schriftstellervereinigung Gruppe 47 gelesen wurde.
Die Kurzgeschichte schildert das Begräbnis Gottes, dessen Tod in der Welt kaum Beachtung findet und von den Menschen gleichgültig kommentiert wird. Sogar der Pfarrer weiß mit dem Namen des Verstorbenen wenig anzufangen, und die Beerdigung wird von den spärlich Anwesenden ohne Anteilnahme absolviert. Das Begräbnis gilt als typisches Beispiel der Trümmerliteratur sowie des magischen Realismus.

## Inhalt
Die Türklingel unterbricht die handwerkliche Arbeit eines namenlosen Erzählers, doch es steht niemand vor der Tür. Er hört bloß eine Stimme und findet einen Brief, der nach Weihrauch riecht und in dem sich eine Todesanzeige befindet: „Von keinem geliebt, von keinem gehasst, starb heute nach langem, mit himmlischer Geduld ertragenem Leiden: Gott.“
Der wenig überraschte Erzähler macht sich trotz des Argwohns seiner Frau, er wolle bloß Skat spielen, auf den Weg zum St.-Zebedäus-Friedhof, wo noch in der Nacht die Beisetzung stattfinden soll. Die Menschen, denen er auf dem Weg begegnet, reagieren auf die Neuigkeit gleichgültig. Auch die Zeitungen berichten nicht, nur auf der letzten Seite eines Anzeigenblatts ist die Todesanzeige abgedruckt. Dem Pfarrer sagt nicht einmal der Name des Toten etwas, an den er sich als „Klott oder Gott oder so ähnlich“ erinnert.
Auf dem Friedhof versammeln sich neben dem Erzähler und dem Pfarrer lediglich zwei Totengräber, ein Kittelträger, der an einen Straßenfeger erinnert, zwei Kriegsheimkehrer und die Inspektorin. Die Beerdigung findet bei strömendem Regen unter Beleuchtung von Karbidlampen und allgemeiner Anteilslosigkeit statt. Es kommt sogar zu einem Zwischenfall, bei dem der Tote aus dem Sarg fällt. Schon nach den ersten Worten bricht der Pfarrer die Trauerrede unter der Geschäftigkeit der Totengräber ab. Nachdem alle feuchten Lehm ins offene Grab geworfen haben, denken sie bereits an die Vergnügungen der folgenden Nacht. Am Friedhofszaun findet der Erzähler noch einmal Gottes Todesanzeige; der Pfarrer hinkt bei seinem Abgang.

## Form
Die Kurzgeschichte Das Begräbnis beginnt mit einem unvermittelten Einstieg; es gibt keine einführenden Beschreibungen. Auch im weiteren Verlauf wird auf jede sprachliche Ausschmückung verzichtet; die Geschichte bedient sich „einer absolut unprätentiösen, hart dem Alltag angenäherten Sprache“, wie Schnurre selbst in den 50er Jahren programmatisch formulierte. Die Sätze sind einfach, aus Umgangssprache gebildet, bestehen oft aus unvollständigen Ellipsen und sind parataktisch gereiht. Bereits im Druckbild entsteht durch die zahlreichen Zeilenumbrüche ein textliches Stakkato und ein fragmentarischer Eindruck. Die Zeitform des Präsens sorgt ebenso für die Unmittelbarkeit der Erzählung wie die niedergeschriebenen Wendungen der gesprochenen Sprache. Dabei versteckt der Erzählstil alle Emotionen hinter einer nüchternen und sachlichen Notation, oftmals ohne jedes Verb.
Manfred Durzak sah die Kurzgeschichte stark formal strukturiert, wie es für Schnurres Texte typisch sei. Er kontrastiere den betont naturalistischen Stil mit „pseudometaphysischen“ Elementen, stelle das Plakative dem Unerklärlichen und Surrealen gegenüber. Der naturalistische Jargon der Figuren bestimme nicht nur die Dialoge, sondern auch die Rede des Ich-Erzählers. In der Todesanzeige verschwinde eine bedeutsame Aussage hinter sprachlichen Klischees. Das satirische Spiel mit den romantischen Erwartungen des Lesers rufe immer wieder Komik hervor. Mathias Adelhoefer sprach von einer „realistisch-grotesken“ Kurzgeschichte. Gerade die Beiläufigkeit und Schnoddrigkeit im Ton wirkten in den Nachkriegsjahren, in denen vielfach ein literarisches Pathos vorherrschte, wie eine Provokation.

## Interpretation
Heinz Ludwig Arnold fasste zusammen: „Schnurre beschreibt hier in allegorischer Form den Verlust des Glaubens, ohne daß das – abgenutzte – Wort ‚Glauben‘ benutzt wird.“ Gott sei von den Menschen verlassen worden, die, vor den existenziellen Problemen des Überlebens in der Nachkriegszeit stehend, für den Glauben keinen Raum mehr finden. Heinz Friedrich formulierte: „Den Menschen, die alles vergaßen, was sie zu Menschen macht, ist Gott abhanden gekommen.“ Laut Iris Bauer habe bereits das Leid des vorangegangenen Krieges die Hoffnung und den Glauben der Menschen zerstört: „Wenn Gott dieses Leid nicht verhindert hat, dann kann – so Schnurres Bilanz – dieser Gott getrost zu Grabe getragen werden.“
Günter Helmes betonte, dass die Menschen zu keinem Zeitpunkt die Existenz Gottes bezweifeln, ihre Reaktionen auf die Meldung seines Todes reichen aber von Unwissenheit, Gleichgültigkeit, Häme, Mitgefühl bis zum überraschten „Nanu; heut erst?“ Der Einzige, der sich durch die Nachricht verpflichtet fühlt, zumindest der Beerdigung beizuwohnen, bleibt der Erzähler. Er ist immerhin so weit in der Tradition verhaftet, dass er Gott als Autorität anerkennt und erstaunt über die geringe Resonanz ist, die seine Todesnachricht bei den Passanten und in den Medien auslöst. Demgegenüber sind die anderen Figuren aus der Tradition gefallen. Sie zeichnen sich durch einen Mangel an Antrieb, Orientierung und persönliche Identität aus, stehen wie der Schutzmann „im Nebel“ und sind nur an Oberflächlichkeiten orientiert wie Geld, Vergnügungen und Spektakel.
Über der ganzen Szenerie liegt eine Stimmung von Trost- und Lieblosigkeit, die sich immer wieder im Verhalten der Menschen zueinander zeigt. Auffällig ist auch die Vielzahl an militärischen Verweisen, die sich von den Straßennamen bis zu den Mietskasernen ziehen und im Kommandoton der Totengräber zum Ausdruck kommen. Sie demonstrieren, wie sehr die Nachkriegsgesellschaft noch immer vom vergangenen Krieg bestimmt ist. Während der Alltag der Menschen beschädigt wirkt, ist das Einzige, was mit Hochdruck arbeitet, eine Fabrik, die Stickstoffverbindungen produziert. Es wird nicht ausgesagt, ob es sich hierbei um Düngemittel handelt – als Zeichen für den zivilen Aufbau – oder um Sprengstoffe – als Zeichen für neuerliche Destruktion. Innerhalb des Textes, in dem die handelnden Figuren nur kurzfristige Eigeninteressen verfolgen, interessiert sich niemand näher für die Produktion der Fabrik. Dafür ergreife diese Frage laut Helmes den Leser umso mehr, da sie die Weichen für die Zukunft stelle in einer entwurzelten Nachkriegsgesellschaft, in der Glauben und Überzeugungen verloren gegangen sind.
Für Manfred Durzak spendete die Geschichte zwar keinen Trost, doch es richte sich ebenso keinerlei Unmut gegen den Pfarrer, der sogar den Sarg mittragen dürfe: auch der irdische Vertreter Gottes werde so wenig geliebt wie gehasst. Dagegen nahm Jürgen Engler in dessen Beschreibung doch eine besondere Kritik an der Institution Kirche wahr, im abschließenden Hinken des Pfarrers eine Anspielung auf den Teufelsfuß. Es stehe aber auch im übertragenen Sinn für das Hinken aller überlieferten Werte. Für Manfred Karnick bestand Das Begräbnis aus einer doppelten Täuschung der Erwartung des Lesers: weder löse der Tod Gottes bei den Menschen – je nach Standpunkt – Entsetzen oder Triumph aus, noch werde er im Tonfall von Entsetzen oder Triumph vorgetragen. Schnurre greife zwar mit dem Nichts, der Herrschaft der Nacht und den Totengräbern, die Gott begraben, Motive Friedrich Nietzsches auf, setze sie jedoch in völlig unpathetische Literatur um: „Nicht die verspätete Toterklärung Gottes, sondern ihre gänzliche Bedeutungslosigkeit ist die zeitgerechte Lehre.“

## Entstehungsgeschichte
In einem Gespräch mit Karl-Josef Kuschel gab Schnurre über seinen im Zweiten Weltkrieg gewachsenen Atheismus Auskunft: „Mit den Gasöfen in den Konzentrationslagern ist für mich die Machtlosigkeit Gottes bewiesen.“ Nach den Erfahrungen des Krieges, wo „über jedem sommerlichen Schlachtfeld in Rußland jubilierend die Lerchen aufstiegen“, habe er sich erst einmal an Gott rächen wollen, „rächen für sein Desinteressement. Folgerichtig habe ich auch gleich in einer meiner ersten Geschichten nach dem Krieg tabula rasa gemacht und ‚Gott‘ kurzentschlossen zu Grabe getragen.“
Das Begräbnis entstand im Jahr 1945 oder 1946. Schnurre hatte die Geschichte nach eigenen Angaben „nachts auf einer umgedrehten Krippe geschrieben“, wobei durch Überarbeitungen insgesamt zwölf bis dreizehn unterschiedliche Fassungen entstanden. Günter Helmes vermutete in den Überarbeitungen Einflüsse von Schnurres Auseinandersetzungen mit
Manfred Hausmann zum Thema Schuld und Verantwortung während des Dritten Reichs sowie mit Walter Kolbenhoff, der Schnurre von der Notwendigkeit einer gesellschaftlichen Einflussnahme als Schriftsteller überzeugte.

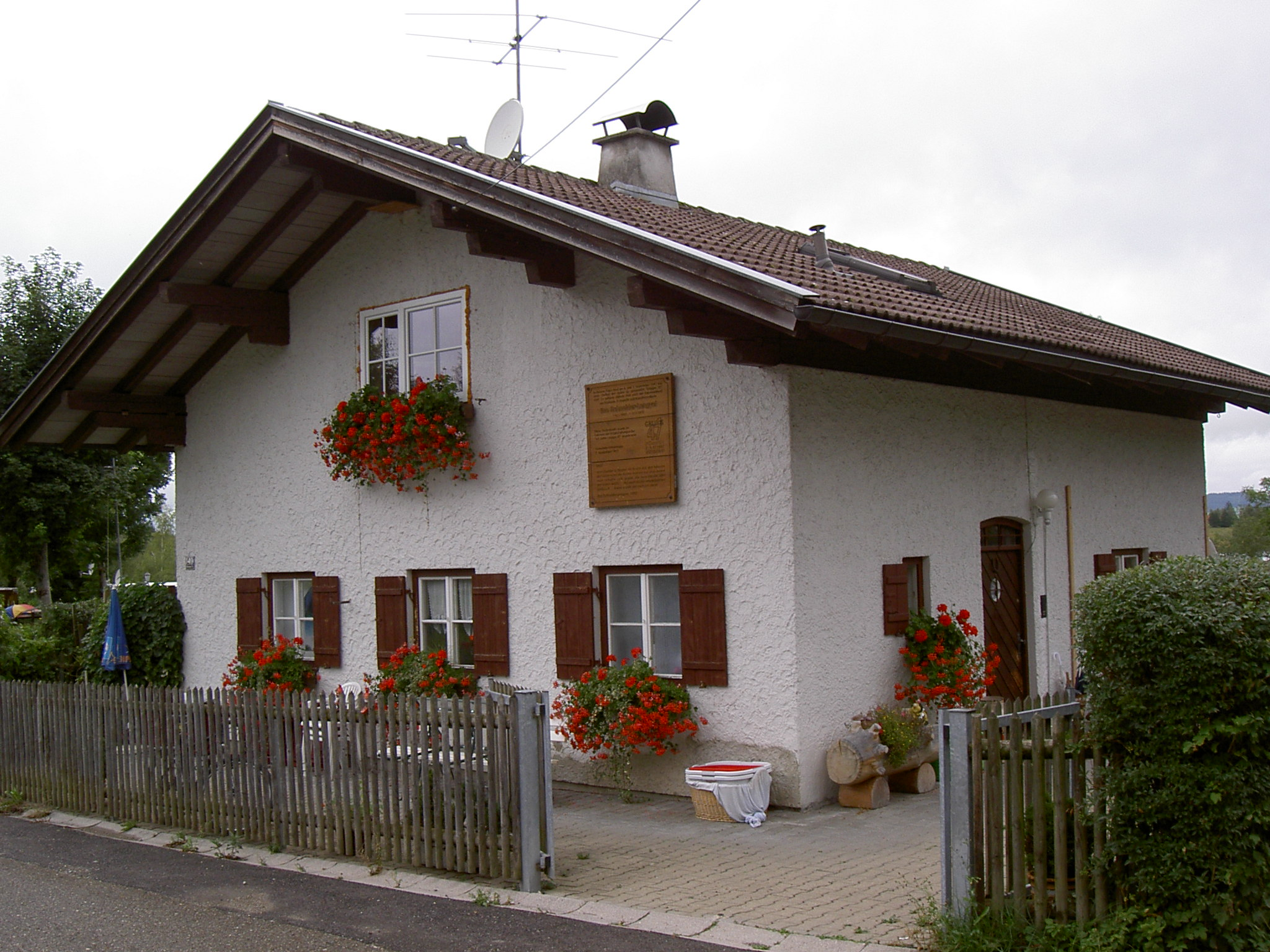
In Ilse Schneider-Lengyels Haus las Schnurre Das Begräbnis vor der Gruppe 47.

Am 6. und 7. September 1947 lud Hans Werner Richter insgesamt 16 Schriftsteller, unter ihnen auch Wolfdietrich Schnurre, zu einem Treffen am Bannwaldsee bei Füssen ins Haus Ilse Schneider-Lengyels ein. Geplant war eine Redaktions- und Arbeitssitzung der zu gründenden Zeitschrift Der Skorpion. Tatsächlich entwickelte sich aus dem Treffen aber die Geburtsstunde der Gruppe 47, die in den folgenden 20 Jahren prägend für die literarische Entwicklung in der Bundesrepublik Deutschland wurde. Der erste Autor, der aus den mitgebrachten Manuskripten vortrug, war Schnurre, der seine Kurzgeschichte Das Begräbnis las. Danach rief Richter zu Wortmeldungen auf, und es entstand spontan jene Form von offener und direkt geäußerter Gruppenkritik am vorgelesenen Text, die die späteren Treffen der Schriftstellervereinigung prägte.
Das Begräbnis war von Schnurre ursprünglich für einen Abdruck in der Neuen Zeitung vorgesehen gewesen, zu dem es aber nicht kam. Hans Werner Richter berichtete, die Geschichte habe zwar „Erich Kästner sehr gut gefallen, aber von allen anderen Stellen ist sie als zu nihilistisch abgelehnt worden.“ So wurde sie erstmals in der Februarausgabe von Ja. Zeitung der jungen Generation im Jahr 1948 veröffentlicht. Dabei stellte die Redaktion dem Text eine Erklärung zu seiner Verteidigung voran: „Mit der vorliegenden Arbeit, die auch in der Redaktion heftige Debatten hervorgerufen hat, unternimmt es Wolfdietrich Schnurre, an einem extremen Beispiel die Verzweiflung dieser Zeit darzustellen. Seine Geschichte ist keine Negation, sondern ein literarischer Versuch, die Leser aufzurütteln.“

## Rezeption
Die erste öffentliche Rezeption erfuhr Schnurres Kurzgeschichte in einem Bericht über die erste Tagung der Gruppe 47. Das Urteil lautete: „Seine Kurzgeschichte Das Begräbnis des lieben Gottes, in knapper Sprache geschrieben, ist hart an der Wirklichkeit begründet und gleichzeitig transparent gemacht durch die metaphysische Verkettung. Eine Arbeit von Bedeutung, vielleicht ein Schulbeispiel für den magischen Realismus.“ Laut Heinz Ludwig Arnold wurde Das Begräbnis neben Günter Eichs Inventur „zum Paradestück des frühen Gruppe 47-Literaturprogramms“ und charakteristisch für die Kahlschlagliteratur nach dem Zweiten Weltkrieg, eines realistischen und engagierten Schreibens gegen das falsche Pathos der Zeit des Nationalsozialismus. Heinz Friedrich sah in der Geschichte „eines der erschütterndsten Zeugnisse jener Stunde Null der ersten Nachkriegsjahre in Deutschland.“ Für René Wintzen markierte Das Begräbnis „die Anfänge der neuen deutschen Literatur“ nach 1945.
Die Öffentlichkeit reagierte jedoch nicht immer mit Verständnis. Bei einer ersten öffentlichen Lesung der Gruppenmitglieder im April 1948 in Jugenheim verließen große Teile des Publikums während Schnurres Begräbnis den Saal. Toni Richter erklärte: „Die meisten Zuhörer hatten unter Dichtung etwas Aufbauendes, Unverbindliches erwartet.“ Georg Hensel erkannte ein „tieferes Mißverständnis. Sie witterten Zynismus, wo kein Zynismus war. Sie glaubten Gott beleidigt, als einer aussagte, ausschrie, wie Gott beleidigt worden ist und wie er beleidigt wird. Sie gingen gerade dann, als sie hätten bleiben müssen.“ Die Neue Zeitung beschrieb: „Die Erzählung atmet nachtschwarze Trauer; sie ist ein Capriccio der Hoffnungslosigkeit. Die Mehrzahl der Zuhörer, vom Ernst und der unausgesprochen moralischen Forderung des jungen Autors angerührt, spendete Beifall, ein Teil jedoch, in seinen religiösen Empfindungen sichtlich verletzt, verließ unter Protest den Saal.“ Die Kurzgeschichte trug Schnurre sogar den Vorwurf der Gotteslästerung ein.
Anders war die Reaktion bei einer Lesung 1947 im Berliner Konsistorium vor evangelischen Pfarrern. Schnurre beschrieb: „Es brach ein Bekenntnisorkan los hinterher. Jeder der kirchlichen Herren wollte am Dahingang meiner Attrappe mitschuldig sein. Keiner ist auf den (der Geschichte zugrunde liegenden) Gedanken gekommen, daß die Todesursache dieses Gottes vermutlich seine Bedeutungslosigkeit war.“ Einer Schülerin erklärte er in einem Brief: „Haben die Menschen Gott nicht schon häufig begraben? Begruben sie ihn nicht in jedem Krieg, also auch während des letzten zum Beispiel?“ Wenn er eine Erzählung schreibe, „in der Gott tot ist, sogar von den Menschen beerdigt wird“, müsse jeder Leser selbst seine Schlussfolgerung ziehen, wie es gelingen könne, in einer solchen Welt dennoch zu leben.
Im Jahr 1966 übersetzte Schnurre seine Geschichte unter dem Titel t Bejräbnis vollständig in den Berliner Dialekt. Dreißig Jahre nach seinem ersten Vortrag bei der Gruppe 47 las Schnurre Das Begräbnis im September 1977 noch einmal zum Abschluss einer Wiederbegegnung der bereits inaktiven Gruppe. Dadurch bildete Schnurre nach den Worten Hans Werner Richters „mit seiner Geschichte Anfang und Ende der ‚Gruppe 47‘“. Marcel Reich-Ranicki wertete: „Das war ein stilvoller und glücklicher Einfall. Denn diese Geschichte, ein für die Literatur kurz nach 1945 überaus charakteristisches Prosastück, ist immer noch gut.“ Im Jahr 1993 sprach Katharina Blencke von einer „mittlerweile schon fast legendären Kurzgeschichte“. Das Begräbnis gilt als „repräsentative Nachkriegsliteratur“ und wurde zur „literaturgeschichtlichen Pflichtlektüre der Schüler und Germanisten“.

### Textausgaben
- Wolfdietrich Schnurre: Das Begräbnis. In: Ja. Zeitung der jungen Generation 2 (1948) 1. Februar-Ausgabe, S. 5.
- Wolfdietrich Schnurre: Das Begräbnis. In: Man sollte dagegen sein. Walter, Olten 1960, S. 23–34.

### Sekundärliteratur
- Günter Helmes: Wolfdietrich Schnurre: Das Begräbnis. In: Werner Bellmann (Hrsg.): Klassische deutsche Kurzgeschichten. Interpretationen. Reclam, Stuttgart 2004, ISBN 978-3-15-017525-5, S. 13–22.